# Другое место
«Другое место» (англ. Another Place) — современная ландшафтная инсталляция, представляющая собой сто антропоморфных чугунных скульптур высотой в человеческий рост и массой 650 килограммов каждая. Создана Энтони Гормли и установлена на пляжах Кросби к северу от Ливерпуля, Англия, в 2006 году.

## Композиция
Композиция состоит из ста чугунных фигур, обращённых лицом к морю, которые расположены на участке прибрежной линии длиной 3,2 км (2 мили). Высота каждой статуи составляет 189 см, масса — около 650 кг. Они были отлиты из чугуна на металлургических заводах Галифакса и Уэст-Бромиджа. При приливах статуи — некоторые частично, некоторые полностью — погружаются в море.

## История проекта
Изначально проект «Другое место» был создан в 1997 году и путешествовал по Европе. В разное время статуи устанавливались на пляжах Куксхафена (Германия), Ставангера (Норвегия), Де Панна (Бельгия). В 2005 году Энтони Гормли получил разрешение на установку скульптур вблизи Ливерпуля сроком на 16 месяцев, затем композиция должна была отправиться в Нью-Йорк, однако несколько английских художественных фондов совместно со скульптором обратились к муниципалитету с просьбой оставить статуи на постоянной основе в Мерсисайде. В марте 2007 года было принято решение оставить статуи. «Другое Место» превратило пляжи Кросби в популярную достопримечательность.

## Фотогалерея
- Голова одной из статуй
- Одна из статуй в полный рост
- Сумерки
- Прилив